# 크리스티안 5세

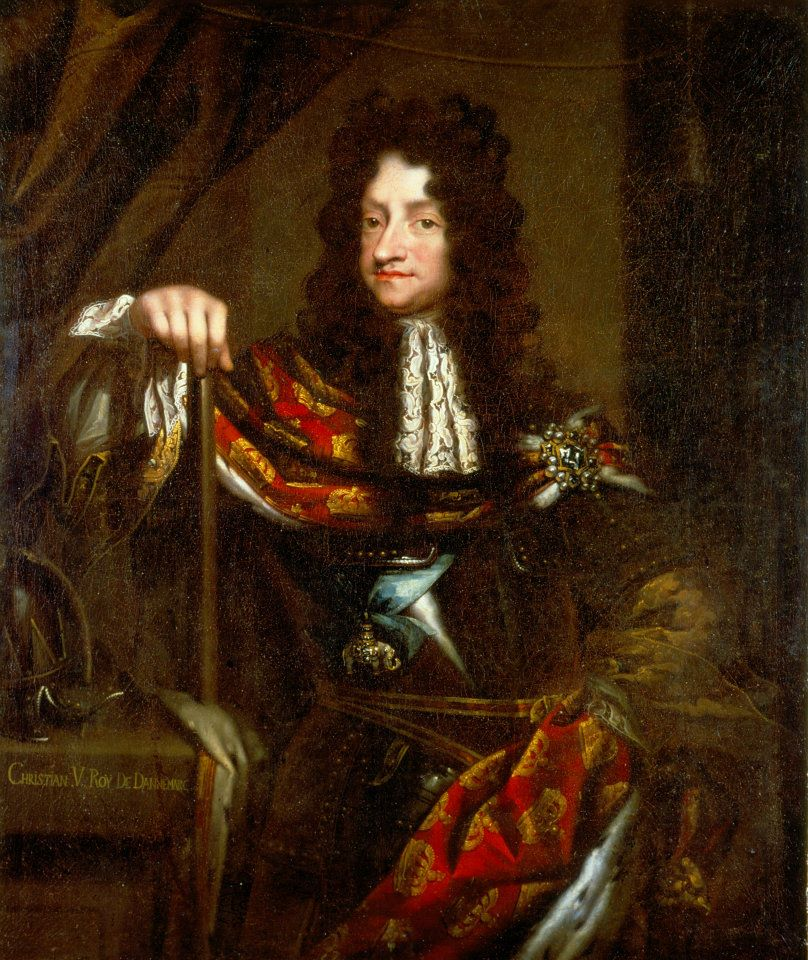
크리스티안 5세

크리스티안 5세(덴마크어: Christian V, 노르웨이어: Christian V, 1646년 4월 15일 ~ 1699년 8월 25일)는 덴마크와 노르웨이의 국왕(재위: 1670년 2월 9일 ~ 1699년 8월 25일)이다.

## 생애
프레데리크 3세와 브라운슈바이크뤼네부르크의 소피에 아말리에의 장남으로 태어났다. 그의 동생들로는 작센 선제후비 안나 소피에, 팔츠 선제후비 빌헬미네 에르네스티네, 영국 여왕 앤의 부군이 된 요르겐 왕자 등이 있다.
1675년부터 1679년까지 일어난 스코네 전쟁을 통해 스웨덴이 차지하고 있던 스코네 탈환을 시도했지만 실패하고 만다. 스코네 전쟁에서 패전한 덴마크는 한동안 정치적, 경제적 부담을 안았다.
정치적으로는 평민들을 공무에 참여시키고 귀족의 영향력을 축소하면서 아버지가 추구했던 절대군주제를 발전시켰다. 또한 평민들의 공무 참여를 위해 백작, 남작 작위를 신설했다. 평민이 공무에 참여했던 대표적인 사례로는 페데르 슈마허(Peder Schumacher, 1635년 ~ 1699년)가 있다. 페데르 슈마허는 1670년 크리스티안 5세 국왕에 의해 그리펜펠트(Griffenfeld) 백작으로 임명되었고 1674년에는 덴마크의 고위 고문관으로 임명되었다.
1683년에는 덴마크 최초의 법전인 《단스케 로브》(Danske Lov)를 편찬했다. 이 법전은 1687년에 편찬된 노르웨이의 법전인 《노르스케 로브》(Norske Lov)로 이어지게 된다. 1688년에는 토지 등록제를 시행하면서 세금 제도의 기초를 마련했다. 과학에 대한 지식은 부족했지만 천문학자인 올레 뢰머를 후원했을 정도로 덴마크의 과학이 황금기를 맞이하는 계기를 마련했다.
1699년 8월 25일 사냥 도중에 일어난 사고 후유증으로 인해 사망했다. 그의 시신은 로스킬레 대성당에 안치되었으며 그의 왕위는 아들인 프레데리크 4세가 승계받았다.

## 자녀
크리스티안 5세는 1667년 헤센카셀의 샤를로테 아말리에와 결혼해 5남 2녀를 두었다.
- 프레데리크 4세(1671~1730) 덴마크와 노르웨이의 군주
- 크리스티안 빌헬름(1672~1673)
- 크리스티안(1675~1695)
- 소피에 헤데비(1677~1735)
- 크리스티아네 샤를로테(1679~1689)
- 카를(1680~1729)
- 빌헬름(1687~1705)

왕비 외에 애인 소피 아말리에 모트와의 사이에도 다섯 명의 자녀를 두었다.